# Javaskräddarfågel
Javaskräddarfågel (Orthotomus sepium) är en fågel i familjen cistikolor inom ordningen tättingar.

## Utseende och läte
Javaskräddarfågeln är en liten och aktiv sångfågel med lång och tunn näbb och ofta rest stjärt. Fjäderdräkten är övervägande gråaktig, med orangefärgat ansikte. Könen är rätt lika varandra, men honan har vitare strupe och är generellt ljusare. Arten är mycket lik askgrå skräddarfågel, men javaskräddarfågeln har olikt denna svagt olivgrön anstrykning på ovansidan och gulaktig ton på buken. Sången är ett gladlynt, tjockt "wee’chup!", ofta avgivet i serier och duetter. Bland lätena hörs ljusa och nasala bräkande ljud och skallrande drillar.

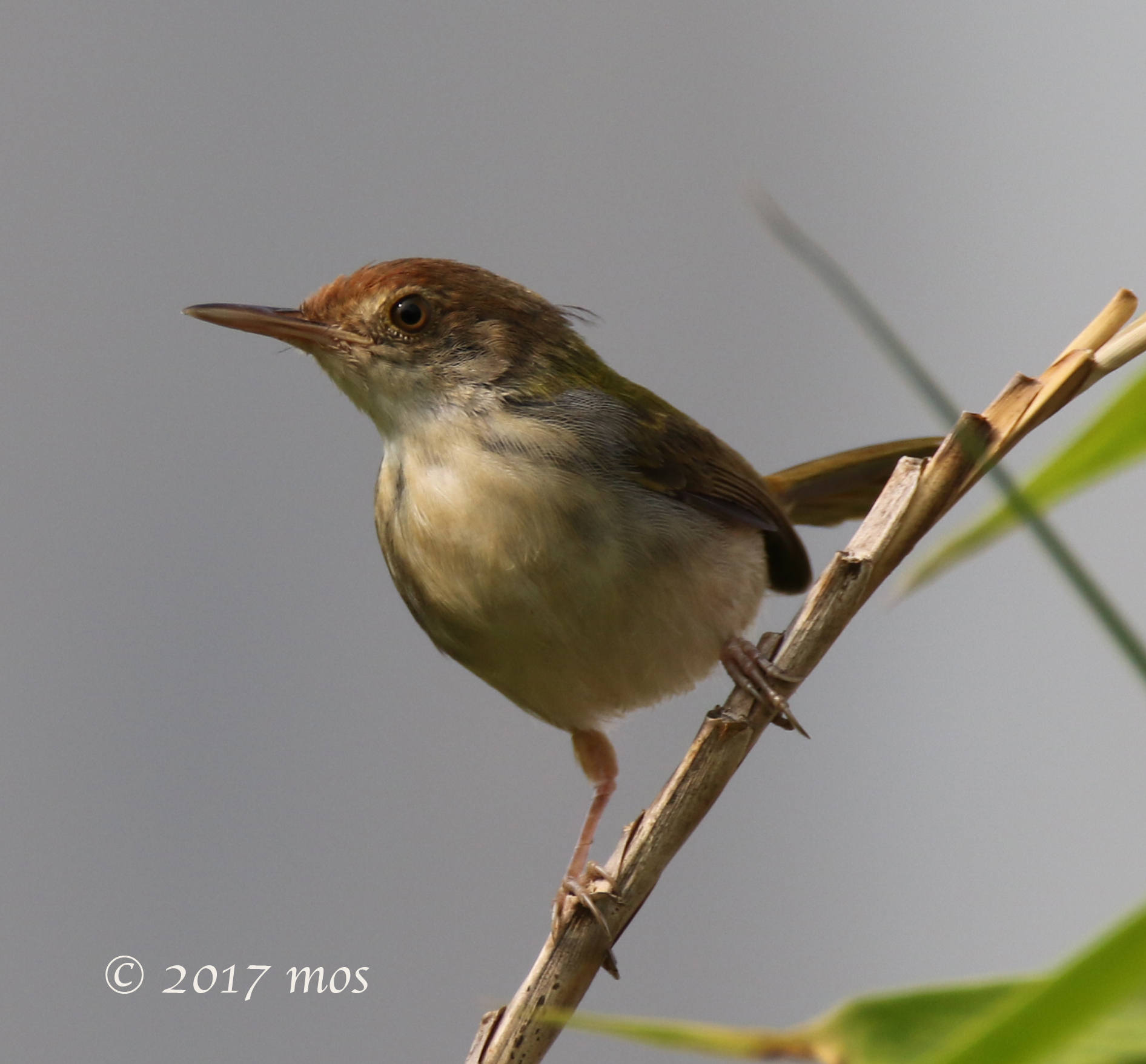

## Utbredning och systematik
Javaskräddarfågeln förekommer i Indonesien. Den delas in i två underarter med följande utbredning:
- Orthotomus sepium sepium – förekommer i låglänta områden på Java, Bali, Madura och Lombok
- Orthotomus sepium sundaicus – förekommer på ön Panaitan Island (utanför västra Java)

### Familjetillhörighet
Cistikolorna behandlades tidigare som en del av den stora familjen sångare (Sylviidae). Genetiska studier har dock visat att sångarna inte är varandras närmaste släktingar. Istället är de en del av en klad som även omfattar timalior, lärkor, bulbyler, stjärtmesar och svalor. Idag delas därför Sylviidae upp i ett antal familjer, däribland Cisticolidae.

## Levnadssätt
Javaskräddarfågeln förekommer i låglänta områden och lägre bergstrakter. Där hittas den i skogsbryn, trädgårdar, buskiga områden och ungskog.

## Status och hot
Arten har ett stort utbredningsområde, men tros minska i antal, dock inte tillräckligt kraftigt för att den ska betraktas som hotad. Internationella naturvårdsunionen IUCN listar arten som livskraftig (LC).

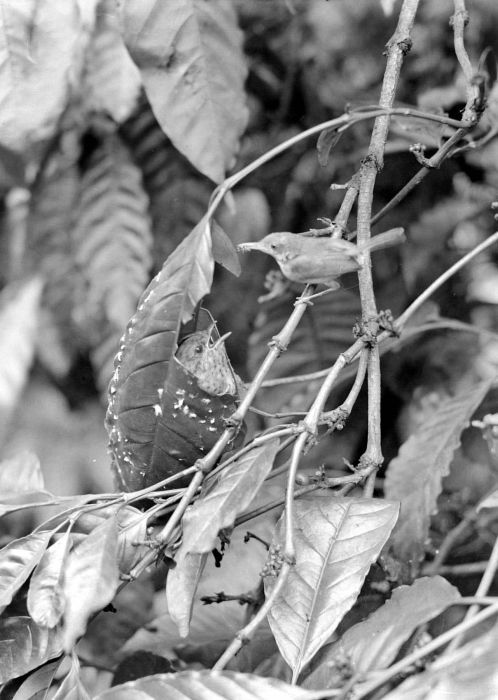